# Ишова, Екатерина Юрьевна
Екатерина Ишова (урожденная Горбунова; род. 17 января 1989, Чувашия) — российская легкоатлетка (бег на средние и длинные дистанции), выступающая на международном уровне, чемпионка и призёр чемпионатов России, призёр чемпионатов Европы среди юниоров в командном зачёте. 25 октября 2013 года Всероссийская федерация лёгкой атлетики сообщила об обнаружении абнормальных показателей гематологического профиля биологического паспорта Ишовой. Её дисквалифицировали на 2 года с аннулированием всех её результатов, показанных после 12 июля 2011 года, в том числе и «серебра» на чемпионате Европы среди молодёжи 2011 в беге на 5000 метров с результатом 15.45,14.

## Биография
Отец Горбунов Юрий Анатольевич, мать Горбунова Галина Петровна. Единственный ребёнок в семье. В настоящий момент работает в центре подготовки сборных команд России московской области. Есть сын Артём.

## Выступления на чемпионатах страны
- Чемпионат России по лёгкой атлетике 2016 года:
  - Бег на 5000 метров —  (15.55,03);
- Чемпионат России по лёгкой атлетике 2017 года:
  - Бег на 5000 метров —  (15.41,59);
- Чемпионат России по лёгкой атлетике в помещении 2017 года:
  - Бег на 3000 метров —  (8.59,84);
- Чемпионат России по лёгкой атлетике 2018 года:
  - Бег на 5000 метров —  (15.24,09);
- Чемпионат России по лёгкой атлетике в помещении 2019 года:
  - Бег на 3000 метров —  (9.04,08);